# Àngstrom
Un ångström o àngstrom (Å) és una unitat de longitud equivalent a 0,1 nanòmetres o 1 × 10−10 metres. Rep el seu nom en honor del físic suec Anders Jonas Ångström (1814 - 1874).
A la seva definició original, abans de ser redefinit en termes d'unitats del Sistema Internacional, un àngstrom equivalia a 1/6.438,4696 de la longitud d'ona de la ratlla roja de l'espectre d'emissió del cadmi en aire sec.
L'àngstrom no és una unitat del Sistema Internacional, i tampoc està inclosa entre les unitats que es poden utilitzar dins de la Unió Europea, tanmateix, durant un temps la seva utilització fou acceptada temporalment i es va incloure en la relació que el BIPM publica periòdicament. A la primera edició, de l'any 1970, l'àngstrom apareix a la taula d'unitats admeses temporalment, però el CIPM del 1978 ja va establir que no havia d'utilitzar-se en àmbits nous, a la darera edició on apareix és la vuitena, de l'any 2006, a la novena, de l'any 2019, ja no hi és. Aquesta unitat havia estat utilitzada habitualment per a mesurar distàncies o radis atòmics i longituds d'ona en espectroscòpia o les dimensions dels circuits integrat.
Equivalències:
1 Å = 10−10 m = 0,000 000 000 1 m
1 Å = 0,1 nanòmetres
1 Å = 100 picòmetres
1 Å = 100 000 femtòmetres
10¹⁰ Å = 10.000.000.000 Å = 1 m